# Fritz Räz
Fritz Räz (* 12. November 1922 in Burgdorf BE; † 2. September 2020 in Rapperswil BE) war ein Schweizer Politiker (SVP, vormals BGB).

## Biografie
Von 1962 bis 1977 war Fritz Räz Berner Grossrat und vom 2. Mai 1977 bis am 27. November 1983 Nationalrat.
Von 1964 bis 1968 war er erster Präsident des Bäuerlichen Aktionskomitees Schüpfen und von 1968 bis 1974 erster Präsident des Schweizerischen bäuerlichen Aktionskomitees. Ab 1974 war er Vorstandsmitglied beim Schweizerischen Bauernverband (SBV) und ab 1980 Vizepräsident des Zentralverbands Schweizerischer Milchproduzenten (ZVSM).
Er war verheiratet.